# Compost

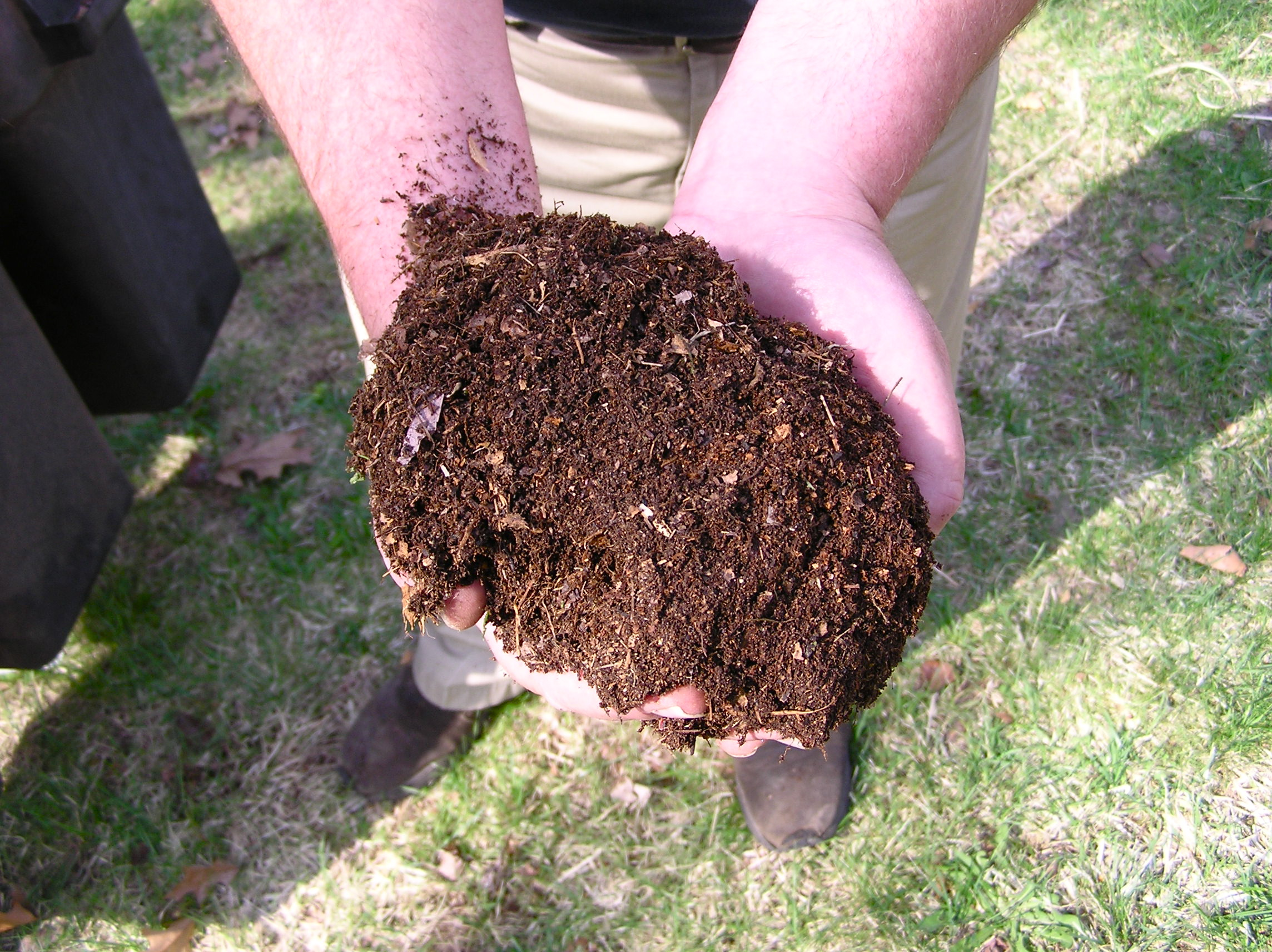
Compost

Compost is een donkerbruin tot zwart, kruimelig product dat bestaat uit plantaardige resten zoals selectief ingezamelde groenten, fruitschillen, grasmaaisel, bladeren en snoeihout die door micro-organismen bijna tot humus zijn afgebroken. Compost bevat veel organische stof en verbetert de bodemstructuur doordat voeding en organisch materiaal wordt toegevoegd. Compost wordt gebruikt in de land- en tuinbouw door vermenging met, of bestrooiing van, de bovenlaag van de bodem.
Composteren is te vergelijken met wat in het bos gebeurt als afgevallen bladeren, twijgjes en dode planten en dieren zich omvormen tot donkerbruine bosgrond. Compost ruikt ook enigszins naar bosgrond.

## Bodemstructuur

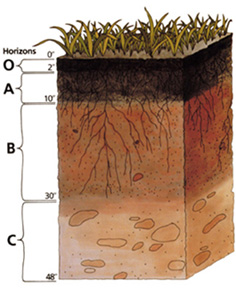
Bodemprofiel, de bovenste donkere lagen bevatten veel humus

Een ideale bodem heeft een kruimelstructuur, waarbij de grond samengehouden wordt in zachte, kruimelige bodemaggregaten. Tussen de kruimels zijn kleine en grote poriën. Plantenwortels vinden hier water, zuurstof en voedsel in de vorm van mineralen en doordringen via deze poriën de bodem. Humus is belangrijk voor de vorming van de kruimelstructuur. Een te losse bodem of grond met dikke harde kluiten kan verbeterd worden met organische stof verkregen van gecomposteerd materiaal. Toevoeging van voldoende organische stof in de vorm van compost is voor het in stand houden van een goede bodemstructuur van belang.
Een kruimelstructuur geeft stabiliteit aan de bodem. Het voorkomt dat bodemdeeltjes losraken en verplaatsen. Tijdens een regenbui zal de bodem minder gemakkelijk dichtslaan of wegvloeien. Een donkere bodem met veel humus warmt ook sneller op in het voorjaar.

## Composteringsproces

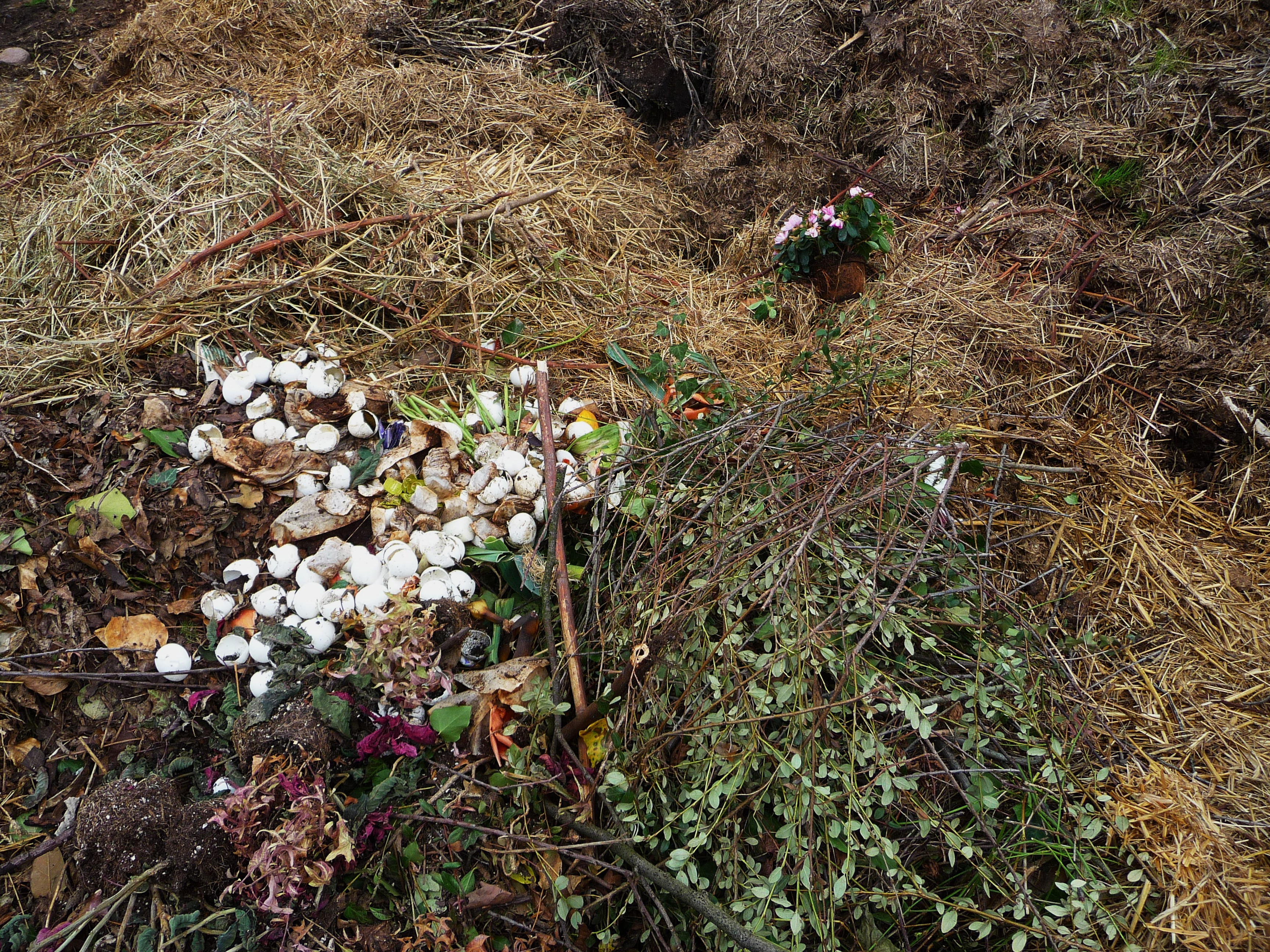
Mest en composthoop

Composteren is het proces van recyclen van organisch materiaal. Het is van nature een relatief traag verlopend proces. Voor het composteringsproces zijn onder andere belangrijk: de samenstelling van het basismateriaal (groente-, fruit- en tuinafval), de temperatuur, de vochtigheid en de aanwezigheid van zuurstof. Het composteren begint met de aantasting en het opbreken van plantaardig materiaal door schimmels en bacteriën. Deze zijn van nature op het organisch materiaal aanwezig. Zij breken het materiaal af en gebruiken elkaars afbraakproducten voor hun levensprocessen. Bij dit afbraakproces gebruiken ze zuurstof en komt er koolstofdioxide, water en warmte vrij. Het composteren kan versneld worden door het optimaliseren van bepaalde omstandigheden. Een zuurstofrijke, warme (tot 70°C) en vochtige omgeving beïnvloeden elk de microbiële activiteit in positieve zin. Wormen en andere kleine dieren helpen dit proces verder.

#### Composteerbaar plastic
Er wordt plastic op basis van PLA (polymelkzuur) verkocht als composteerbaar plastic, dat beter voor het milieu zou zijn en zou bijdragen aan vermindering van de CO2-uitstoot, omdat er geen fossiele grondstoffen worden gebruikt. Naast de toepassing als verpakking van bijvoorbeeld voedingswaren, worden er onder andere ook plastic potjes voor plantjes in de tuin geproduceerd op basis van PLA. In november 2019 oordeelde een rechter echter, dat het misleidend en onrechtmatig is om plantenpotten van PLA te verkopen met de bewering dat deze in de grond niets achter laten en 100% biologisch afbreekbaar zijn.
Composteerbaar plastic blijkt zowel in de natuur als in de composthoop niet of nauwelijks af te breken. Ook in de gangbare composteringsinstallaties waar ons gft-afval wordt verwerkt breekt het niet af en wordt daarom uit het gft gezeefd en gewoon verbrand. Ook komt het in de plastic soep terecht.
PLA kan uit grondstoffen zoals suikerriet of maïs worden geproduceerd en verbruikt dan minder fossiele brandstoffen dan gangbare plastics. Het legt dan echter beslag op landbouwgrond die voor de productie van voedsel gebruikt kan worden.